# Косырева, Ирина Фёдоровна
Ирина Фёдоровна Косырева (род. 1949) — советская и российская художница, Заслуженный художник Российской Федерации.

## Биография
Родилась в 1949 году.
Окончила Нижне-Тагильское училище прикладного искусства. В 1975 году окончила Высшее художественно-промышленное училище им. В. И. Мухиной в Ленинграде.
В 1984 году стала членом Союза художников России.
2005 г.- персональная выставка в Центральном Доме работников искусств, г. Москва. Награждена дирекцией ЦДРИ юбилейным знаком «Лучшая выставка сезона».
Творчество И. Ф. Косыревой получило высокую оценку в многочисленных публикациях, в том числе в газете «Художник России», отмечено Почетными грамотами и дипломами: Министерства культуры Российской Федерации и ЦК Профсоюзов работников культуры, 2005 г., Губернатора Пензенской области, 2000 г., Секретариата правления Союза художников России, 2003 г., Министерства культуры Пензенской области, 2004 г., жюри Всероссийского конкурса «Окно в Россию», Лауреат премии Губернатора Пензенской области, Дипломант Секретариата Союза художников России, 2008 г. награждена Грамотой Президиума Российской Академии художеств.2009 г. присвоено звание «Заслуженный художник Российской Федерации». Награждена медалью « Шувалов» Российской Академии Художеств. Участница международных, всесоюзных, всероссийских и зональных выставок. Произведения входят в экспозиции ведущих музеев России, частные коллекции в стране и за рубежом.